# Marvyn Maceda
Marvyn A. Maceda (* 11. Februar 1969 in Bilaran, Philippinen) ist ein philippinischer Geistlicher und römisch-katholischer Bischof von San Jose de Antique.

## Leben
Marvyn Maceda empfing am 29. Mai 1996 das Sakrament der Priesterweihe für das Bistum Naval.
Am 7. Januar 2019 ernannte ihn Papst Franziskus zum Bischof von San Jose de Antique. Der Erzbischof von Palo, John Du, spendete ihm am 2. April desselben Jahres in der Kathedrale von Naval die Bischofsweihe. Mitkonsekratoren waren der Bischof von Naval, Rex Ramirez, und dessen Amtsvorgänger Filomeno Gonzales Bactol.